# Новокузнецкий вагоностроительный завод
Новокузнецкий вагоностроительный завод — предприятие по производству вагонов в городе Новокузнецк Кемеровской области. Основано на базе нескольких цехов Кузнецкого металлургического комбината в 2008 году, с 2015 года фактически прекратило производственную деятельность и находится в процессе банкротства.

## Характеристика
Общая технологическая площадь предприятия — 8,5 га; протяжённость железнодорожных путей — 2 км; производственные площади размещены на земельном участке площадью 20,5 га.; номинальная производственная мощность 4320 полувагонов в год; списочная численность работников предприятия в период активности — 1 161 человек.
В 2012 году было выпущено 3623 полувагонов. В 2014 году завод произвел 1074 вагонов.
Состояло из трёх производственных блоков — производства ремонтно-эксплуатационных изделий, кузнечно-прессового производства и основного производства полувагонов. В блок производства полувагонов входили цех № 1, в котором изготовлялись рамы и комплектующие для вагона, цех № 2, в котором производилась окончательная сборка кузова полувагона и приём изделия ОТК, а также цех ремонта и содержания технологического оборудования.
По состоянию на 20 мая 2015 года собственниками предприятия являлись (в порядке уменьшения доли акций):
- ООО ИФК «Энерго», подконтрольное Александру Щукину, экс-вице-президенту холдинга «Сибуглемет» (контрольный пакет — 51 % акций)[3][4];
- Юрий Байченко (25 % акций);
- Андрей Бакай (12 % акций);
- Евгений Подъяпольский (12 % акций).

## История
Предприятие было создано 19 февраля 2008 года на базе цехов отдела главного механика Кузнецкого металлургического комбината — ООО «Завод по ремонту металлургического оборудования». В 2012 году выпущено 3623 полувагона. 2013 год был юбилейным — завод отметил своё пятилетие. В 2013 году предприятие было на седьмом месте по общему выпуску вагонов в России, занимая около 4 % российского рынка. Завод первым в России разработал и освоил выпуск полувагонов с объёмом кузова увеличенным до 90 кубометров. 5 апреля 2015 года завод вошёл в список важнейших предприятий Кемеровской области.

### Банкротство
За период с 2008 по 2015 завод несколько раз останавливался из-за отсутствия заказов. В апреле 2015 года предприятие объявило о полном прекращении работы, 19 мая 2015 года Кемеровским Арбитражным судом была введена процедура наблюдения. 6 апреля 2015 года 882 сотрудника завода были уведомлены о сокращении, а спустя 3 месяца с большинством из них (767 человек) были расторгнуты трудовые отношения. По состоянию на 10 июля 2015 года на предприятии работало 20 человек. В октябре будет принято решение о том будет ли работать завод или нет. Поскольку более 70 ветеранов завода большую часть жизни проработали на Кузнецком металлургическом комбинате, они хотели бы после закрытия предприятия состоять на учёте в совете ветеранов КМК.
На 17 апреля 2016 года списочная численность работающих − 34 человека.

## Руководство
- 2008—2010 (июнь) — Сергей Кузнецов[14].
- 2015 (март—апрель) — Александр Щукин, представитель Сибуглемета.[10]
- с 19 мая 2015 года — Ирина Ракитина (временный управляющий).

## Выпускаемая продукция
- Полувагоны 12-9085;
- Полувагоны 12-9850[5].

В 2009 году выпущено 371 полувагон, а в 2012 году - 3619 полувагонов 